# Amaniszlo
Amaniszlo núbiai kusita uralkodó volt a meroéi korszakban, az i. e. 3. század közepén.

## Említései
Amaniszlo főként a meroéi déli temetőben épült piramisáról ismert: a begaravijai S 5 piramisban temették el. A piramis elhelyezkedése alapján feltételezhető, hogy Arkamaniqo utódja és Amantekha elődje lehet.
Említi egy felirat egy gránit oroszlánszobron, amely eredetileg III. Amenhotep fáraóé volt, és jelenleg a British Museumban található. Feltehetőleg őt említi egy Szemnában talált oszloptalapzat is, bár ezen a név olvasata bizonytalan.
Amaniszlo szerepel Verdi Aidájában, mint Amonasro, Etiópia királya.

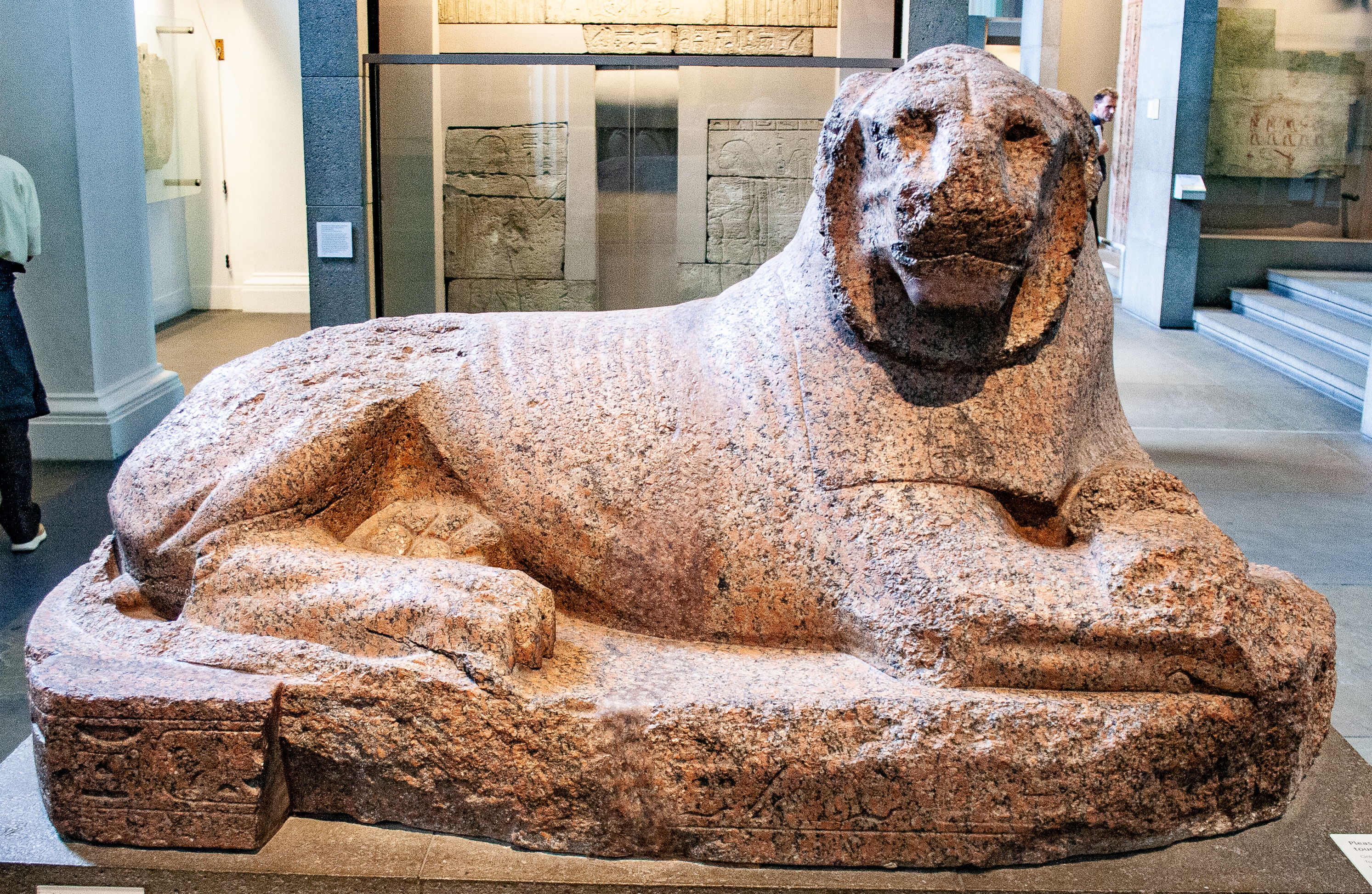
Az oroszlánpár III. Amenhotep temploma előtt állt Szoleb városában. Amaniszlo ezer évvel később Napata városába vitette és rávésték az ő kártusát az oroszlán mellére
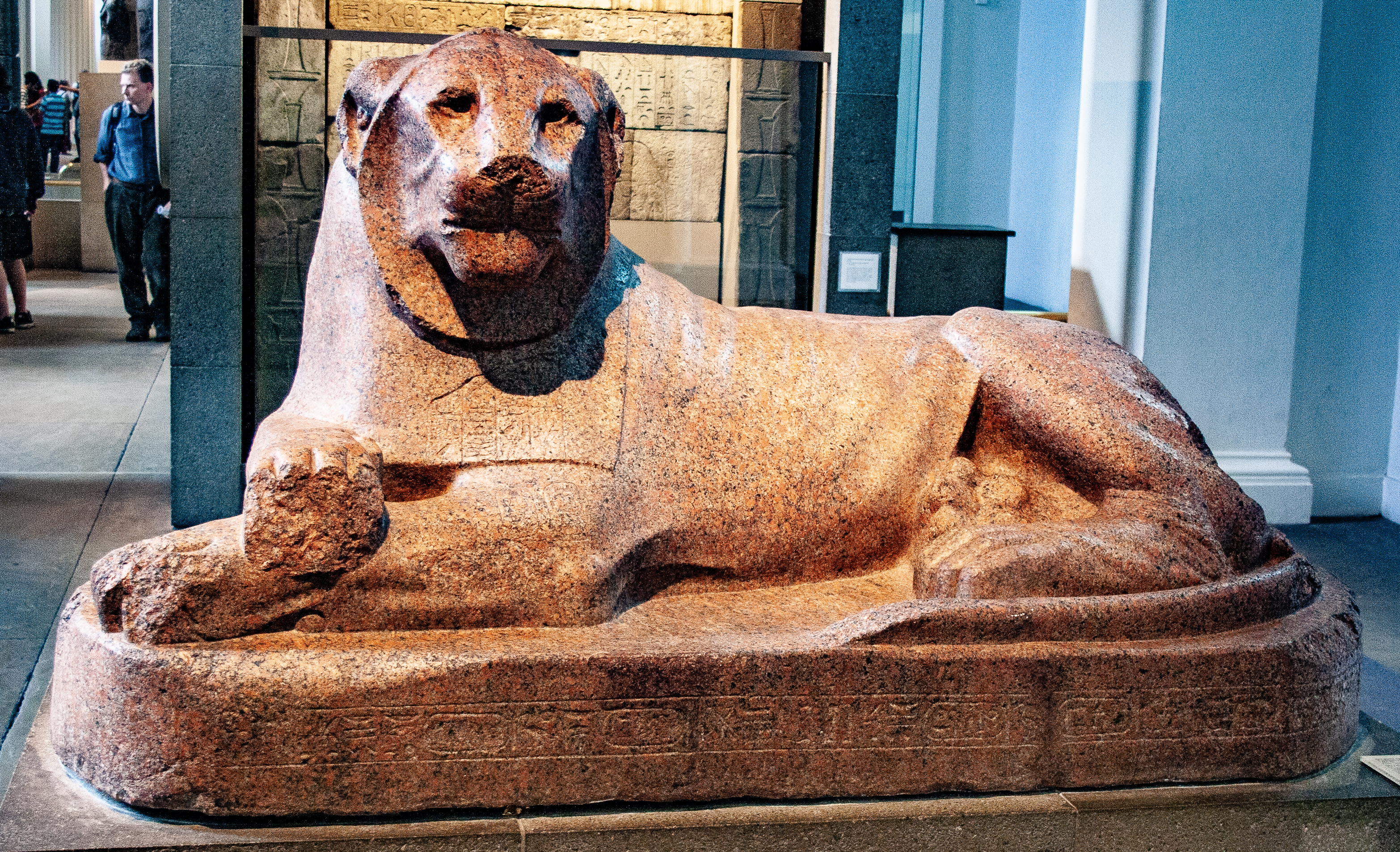
Az oroszlán párja, szintén a British Museumban
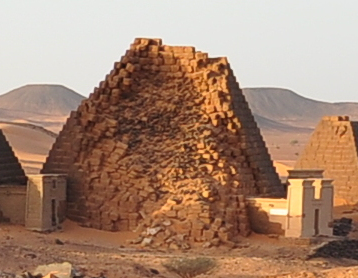
Amaniszlo piramisa Meroéban, a déli temetőben

## Fordítás
- Ez a szócikk részben vagy egészben  az   Amanislo című angol Wikipédia-szócikk ezen változatának fordításán alapul.  Az eredeti cikk szerkesztőit annak laptörténete sorolja fel. Ez a jelzés csupán a megfogalmazás eredetét és a szerzői jogokat jelzi, nem szolgál a cikkben szereplő információk forrásmegjelöléseként.